# Ànbassa ibn Ishaq ad-Dabbí
Ànbassa ibn Ishaq ad-Dabbí (àrab: عنبسة بن إسحاق الضبي; mort cap al 860) fou un governador provincial del Califat Abbàssida al segle ix, quan fou governador d'Ar-Raqqà (833), el Sind (cap a la dècada del 840) i Egipte (852-856). Fou l'últim governador àrab d'Egipte sota els califes abbàssides, puix que els seus successors foren turcs.

## Governador del Sind
Ànbassa, plançó d'una família àrab originària de Bàssora, fou nomenat governador resident del Sind en nom del comandant turc Itakh, a qui li havia estat encomanada l'administració de la província pel califa. Eren temps turbulents per al Sind, l'anterior governador del qual, Imran ibn Mussa al-Barmakí, havia estat assassinat durant les lluites intestines en el si de la comunitat àrab local. Tanmateix, quan Ànbassa arribà a la província, la majoria dels magnats se li sotmeteren de bon grat, i fou capaç de pacificar la regió.
Durant la seva administració del Sind, feu enderrocar la torre d'un stupa budista a Debal i convertí l'edifici en una presó. Així mateix, posà en marxa un projecte per reconstruir Debal amb la pedra de la torre destruïda, però fou destituït com a governador quan encara no s'havia acabat la feina.
Els historiadors al-Yaqubí i al-Baladhurí discrepen sobre les dates del seu mandat. Segons al-Yaqubí, hauria estat nomenat per Itakh durant el califat d'al-Wàthiq (r. 842-847) i ocupà el càrrec durant nou anys fins que fou destituït i tornà a l'Iraq com a resultat de la caiguda d'Itkah el 849. Al-Baladhurí, en canvi, diu que fou governador durant el regnat d'al-Mútassim (r. 833-842).

## Governador d'Egipte
El 852, Ànbassa fou nomenat governador resident d'Egipte, cosa que li donava el control de la seguretat i les pregàries i responsabilitat solidària sobre els impostos (kharaj) juntament amb el funcionari de finances local. Fou nomenat pel príncep abbàssida al-Múntassir, a qui li havia estat assignada la província en les disposicions successòries d'al-Mutawàkkil (r. 847-861).
Com a governador d'Egipte, Ànbassa s'esforça per limitar els abusos dels recaptadors d'impostos i construí una nova musal·la a Fustat. L'historiador egipci al-Kindí el descriu com un administrador just i piadós. Així mateix, desplegà els decrets d'al-Mutawàkkil contra els dhimmís i prohibí l'exhibició pública de símbols cristians i la possessió de vi.
El 853, els romans d'Orient llançaren un atac per sorpresa contra Damiata, arrasaren la ciutat i se n'endugueren nombrosos captius. La guarnició de la ciutat se n'havia anat a Fustat per assistir a un convit ofert per Ànbassa en ocasió del dia d'Arafa. En les setmanes següents a la incursió, al-Mutawàkkil manà a Ànbassa bastir fortificacions al voltant de Damiata per protegir-la de futurs atacs. La construcció es posà en marxa l'any següent.
Al sud, els beges deixaren de pagar el tribut que tradicionalment retien a les autoritats egípcies i el 855 començaren a perpetrar ràtzies contra les zones limítrofes del territori musulmà. La reacció d'al-Mutawàkkil fou organitzar una expedició punitiva i ordenar a Ànbassa que posés totes les seves tropes a disposició de la campanya. Malgrat el terreny escabrós de la regió, l'exèrcit musulmà obtingué la rendició dels beges, el capitost dels quals accedí a viatjar a Samarra per sotmetre's en persona al califa.
El 855 perdé l'administració dels impostos i veié la seva autoritat limitada a la seguretat i les pregàries. L'any següent, fou destituït com a governador i substituït per Yazid ibn Abd-Al·lah al-Hulwaní, un comandant turc, i tornà a l'Iraq cap a finals del 858. Al-Kindí observa que Ànbassa fou l'últim governador àrab, així com el darrer que dirigí les pregàries del divendres. A partir d'aleshores, els governadors foren turcs, situació que acabaria desembocant en la fundació de la dinastia tulúnida el 868.